# Olof Jönsson (spelman)
Olof Jönsson, ofta kallad Ol'Jansa, som är det dialektala uttalet på hans namn, född 14 juni 1867 i Svegs församling, Jämtlands län, död där 3 mars 1953, var en svensk spelman. Ol'Jansa var landbonde och föddes i Bohus utanför Duvberg i Svegs socken. Han bodde hela sitt vuxna liv på gården Svens i Överberg, norr om Sveg. Han dog 1953 i en husbrand. Olof Jönsson är mest känd som flöjtspelman och företrädare för spel på så kallad härjedalspipa.
Olof Jönssons flöjtspel uppmärksammades av flera folkmusikinsamlare under 1900-talet. Vid tre olika tillfällen av spelades han in av Landsmålsarkivet och Radiotjänst mellan 1935 och 1951. Dessa inspelningar finns tillgängliga på Svenskt visarkivs hemsida. Uppenbarligen såg man Olof Jönsson och hans musicerande som en spännande och kanske till och med lite exotisk företeelse i svensk folkmusik, en kvarleva från en svunnen tid som kändes allt avlägsnare i det moderna Sverige. Redan 1909 deltog Olof tillsammans med sin bror Jonas i en spelmanstävling i Sveg där bröderna spelade på "träpipor" och belönades med tredje pris à 10 kronor i samspelsklassen. De tre låtar bröderna Jönsson spelade i Sveg 1909 upptecknades av insamlaren Nils Hägg och finns bevarade i Folkmusikkommissionens material i Svenskt visarkiv. Noterna till låtarna finns på bild 19 och 20 i Nils Häggs uppteckningar i Folkmusikkommissionen. En av låtarna finns i nyinspelning på Svenskt visarkivs webbsida.
Spelpipor tillverkades traditionellt i Härjedalen av särskilt tätvuxen gran, vuxen ur den näringsfattiga härjedalska myllan. Flöjterna tillverkades av Olofs bror Jonas (kallad "Jonas i Basen" efter gården där han bodde) och hade sex fingerhål och är av blockflöjtstyp. Hans flöjter är förlagan till det vi i dag kallar härjedalspipan. Pipan fick sitt nuvarande namn först på 1980-talet när folkmusikerna Ale Möller, Mats Berglund, Lasse Sörlin och Greger Brändström bestämde sig för att återskapa det instrument som Ol’Jansa spelade på. Efter deras insats började instrumentet att tillverkas på nytt på 1990-talet. Musikerna publicerade 1990 lp:n "Härjedalspipan" (NADLP 901) som senare kommit ut som CD (DROCD 008). Idag tillverkas härjedalspipor av flera olika instrumentbyggare. Den viktigaste byggaren är Gunnar Stenmark i Ås utanför Östersund.
2017 gjorde flöjtspelmannen Göran Månsson tillsammans med musikerna Emma Ek Ahlberg, Patrik Källström, Karin Nakagawa och Martin von Schmalensee nytolkningar av Olof Jönssons arkivinspelningar på CD:n "Ol'Jansa".

## Diskografi
- 1990 – Härjedalspipan — Ale Möller, Mats Berglund, Greger Brändström och Lasse Sörlin. Drone Records (DROCD 008)
- 2017 – Ol'Jansa — Göran Månsson, Emma Ek Ahlberg, Patrik Källström, Karin Nakagawa och Martin von Schmalensee. Caprice Records (CAP 21899)